# Djavanchir Pachazadé
Djavanchir Pachazadé est un homme politique azerbaïdjanais, membre des Ier, IIe, IIIe, IVe, Ve et VIe législatures de l'Assemblée nationale d'Azerbaïdjan.

## Biographie
Djavanchir Pachazadé est né le 12 avril 1953 dans le village de Djil de la région de Lankaran. Il est diplômé de la faculté d'économie et d'organisation de l'agriculture de l'Académie agricole d'Azerbaïdjan. Il parle russe, persan, ouzbek et tadjik.

### Carrière
Il est membre du Comité des droits de l'homme de l'Assemblée nationale. Il est le chef du groupe de travail sur les relations interparlementaires azerbaïdjanaises-syriennes, membre des groupes de travail sur les relations avec les parlements d'Algérie, d'Irak et du Pakistan. Il est membre de la délégation azerbaïdjanaise à l'Union parlementaire de l'Organisation de la coopération islamique.

### Famille
Djavanchir Pachazadé est marié et a trois enfants.

## Prix
- Ordre de la Gloire
- Ordre de l'Honneur [2],[3]